# مايك كيتا
مايك كيتا (بالألبانية: Mike Keta‏) مواليد 25 أبريل 1983 في ألبانيا، هو ملاكم محترف ألباني يصنف ضمن فئة الوزن المتوسط بدأ مسيرته الاحترافية سنة 2007 حيث انتصر في نزاله الأول.

## المسيرة الاحترافية
من نزالاته:
- انتصر على مارات خوزيف بالضربة القاضية (2014).

## إحصائيات
خاض خلال مسيرته 24 نزالا، فاز في 21 وخسر في 3. فاز بالضربة القاضية في 17 نزالا.

## روابط خارجية
- مايك كيتا على موقع بوكس ريك (الإنجليزية) (registration required)